# Conny Aerts
Conny Aerts (Conny Clara Aerts; * 26. ledna 1966) je belgická profesorka astrofyziky, která se specializuje na astroseismologii. Teoretické modely, které vyvíjí na základě oscilace hvězd, jí umožňují určit stáří hvězd s vysokou přesností. Je spojena s Katolickou univerzitou Leuven v belgickém regionu Vlámsko a Radboud University v Nijmegenu, kde vede katedru astroseismologie.
V letech 2003 až 2006 byla předsedkyní Komise pro proměnné hvězdy Mezinárodní astronomické unie. Od roku 2010 je čestnou členkou Královské astronomické společnosti. Od roku 2011 je členkou Královské vlámské akademie věd.
Conny Aerts je také proděkankou pro komunikaci na Přírodovědecké fakultě KU Leuven. Otevřeně hovoří o potřebě zvýšit rovnost pohlaví ve vědě a je členkou pracovní skupiny Mezinárodní astronomické unie pro ženy v astronomii.
Conny byla dvakrát oceněna Advanced Grantem Evropské rady pro výzkum (ERC). V roce 2008 za projekt PROSPERITY a v roce 2015 za projekt MAMSIE (Mixing and Angular Momentum Transport of Massive Stars). V roce 2012 se stala první ženou, které byla v Belgii udělena Francquiho cena v kategorii Věda a technika. V roce 2022 se stala třetí ženou, která v Norsku získala Kavliho cenu za astrofyziku za svou práci v astroseismologii. V roce 2019 po ní byla pojmenována planetka (413033) Aerts. 

## Kariéra

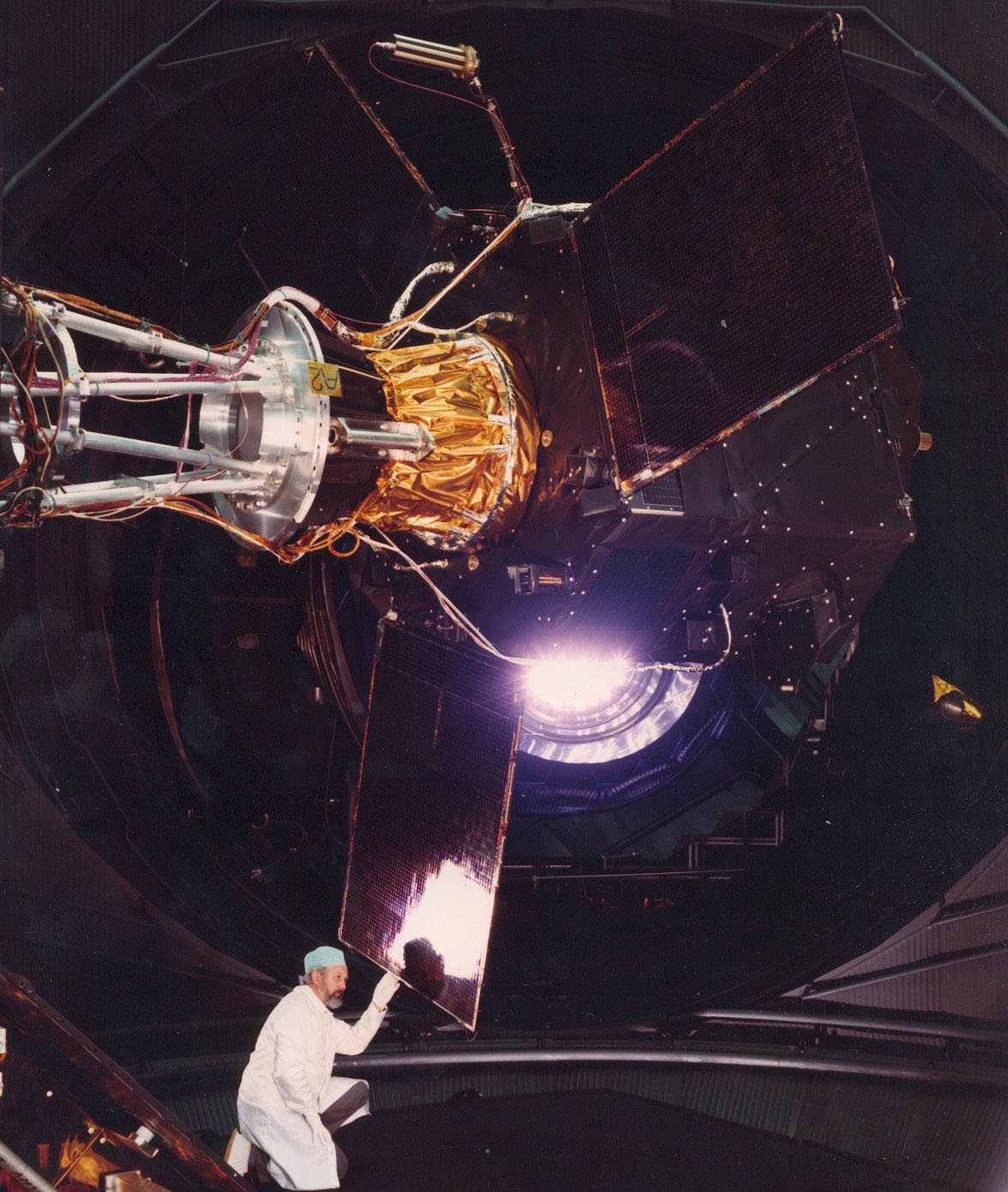
Hipparcos – testování družice ve velkém slunečním simulátoru ESTEC

Conny Aerts se narodila 26. ledna 1966 v belgickém Brasschaatu ve vlámské provincii Antverpy. Bakalářský a magisterský titul z matematiky získala na univerzitě v Antverpách. Předmětem její disertační práce byla astroseismologie. Podílela se na misi Hipparcos (High Precision Parallax Collecting Satellite), která začala být připravována v roce 1967 jako součást astrometrické mise Evropské kosmické agentury (European Space Agency - ESA), zaměřené na měření hvězdných paralax a vlastních pohybů hvězd.
V letech 1987 a 1988 se zúčastnila Mezinárodního astronomického tábora mládeže. V roce 1993 dokončila doktorské studium na Katolické univerzitě Leuven.
Po ukončení studia strávila několik měsíců výzkumem na americké University of Delaware. V letech 1993 až 2001 působila jako postdoktorandka ve Fondu pro vědecký výzkum. V roce 2004 se stala první docentkou a v roce 2007 řádnou profesorkou na KU Leuven.

## Výzkum

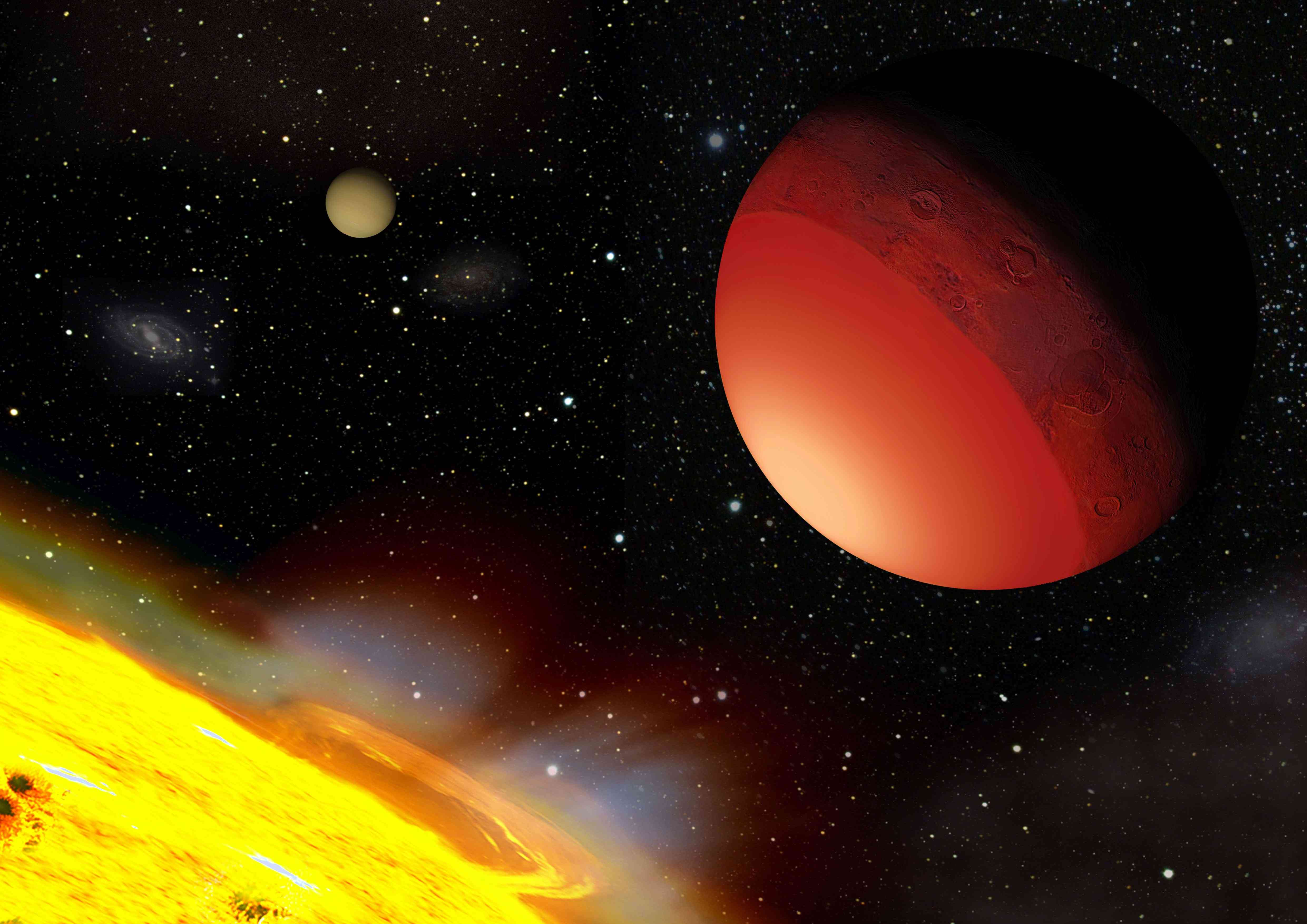
CoRoT – umělecké zpracování první kamenné super-země, která kdy byla objevena díky dobrému odhadu její velikosti, hustoty a hmotnosti

Conny Aerts ve svém výzkumu využívá oscilace hvězd k určení vnitřního rotačního profilu hvězd. Hvězdné oscilace jsou způsobeny rozpínáním a smršťováním vnějších vrstev hvězdy, která se tak snaží udržet rovnováhu. Způsobují změny v její svítivosti a ty potom astronomové měří a zkoumají. Data získávají jak pozemními, tak vesmírnými dalekohledy. Conny Aerts ve svém projektu PROSPERITY využila data získaná z družic CoRoT (Convection, Rotation and planetary Transits, 2006-2012) a vesmírného dalekohledu Kepler, který byl vypuštěn NASA v roce 2009 a svoji misi ukončil 2018.
Od roku 2007 byla členkou CU7 v rámci DPAC a pracovala na proměnných hvězdách, v roce 2009 přešla do ESA Space Science Advisory Committee (SSAC).

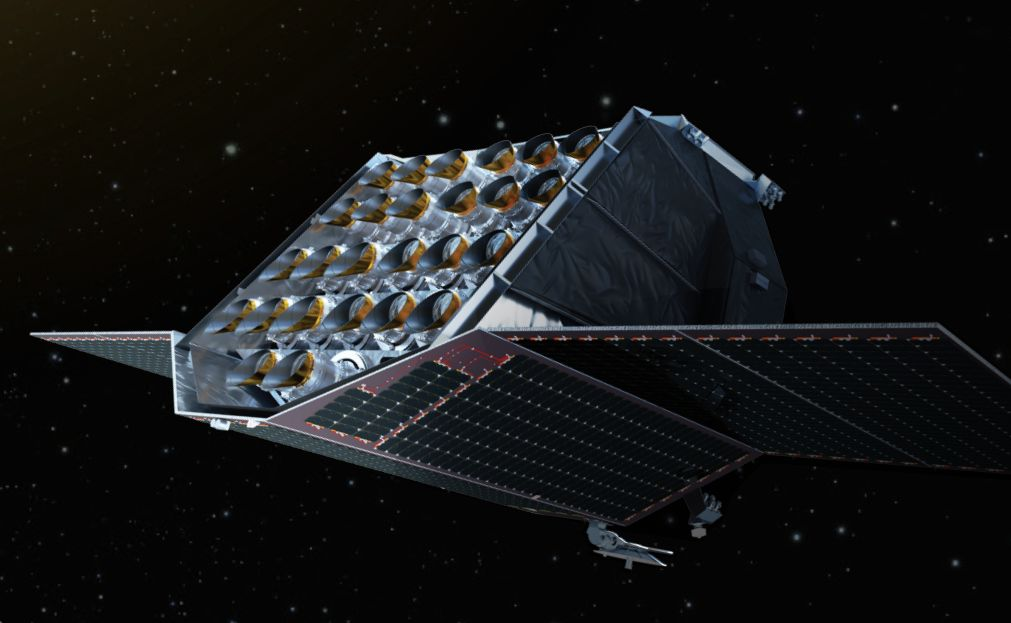
PLATO 2022 – vesmírný dalekohled

V současné době je belgickou hlavní výzkumnou pracovnicí mise PLATO (PLAnetary Transits and Oscillations of stars), což je vesmírný dalekohled vyvíjený Evropskou kosmickou agenturou (European Space Agency - ESA). Má být vypuštěný v roce 2026. Jedná se o třetí misi v rámci programu ESA Cosmic Vision. Sekundárním cílem mise je studium hvězdných oscilací a seismických aktivit hvězd. To umožňuje měření hvězdných hmotností, vývoje hvězd a přesné charakteristiky a stáří mateřské hvězdy.
Conny Aerts vyvinula metodologii využívající Gaussovu klasifikaci směsí k analýze dat. Na základě toho určila strukturu hvězd a informovala o hvězdných modelech v rámci teorie hvězdného vývoje. S těmito technikami učinila řadu objevů, včetně objevu netuhé rotace obřích hvězd.

## Ceny a uznání
- V roce 2009 získala Advanced Grant od Evropské rady pro výzkum (ERC).
- V roce 2010 byla zvolena čestnou členkou Královské astronomické společnosti.[15]
- V roce 2011 byla zvolena členkou Královské vlámské akademie věd a umění.[15]
- V roce 2012 získala Francquiho cenu.[2]
- V roce 2016 obdržela titul komandéra Leopoldova řádu.[16]
- V roce 2017 získala cenu Hintze Lecture na Oxfordské univerzitě, kde také přednesla veřejnou přednášku s názvem "Starquakes expose stellar heartbeats".[10]
- V roce 2018 získala cenu ESA Lodewijk Woltjer Lecture za svou práci v oblasti astroseismologie.[13]
- V roce 2019 byl na její počest pojmenován asteroid 413033 Aerts.[17] Oficiální citace byla zveřejněna Minor Planet Center dne 18. května 2019 (M.P.C. 114955).[18]
- V roce 2020 jí byla udělena cena Research Foundation – Flanders (FWO) Excellence Prize in Exact Sciences.[19]
- V roce 2021 se stala členkou Nizozemské královské akademie věd.
- V roce 2022 jí byla udělena Kavliho cena za astrofyziku.[20]
- V roce 2024 obdržela Crafoordovu cenu za astronomii.[21]